# Cheilotrichia neglecta
Cheilotrichia neglecta är en tvåvingeart som först beskrevs av Paul Lackschewitz 1927.  Cheilotrichia neglecta ingår i släktet Cheilotrichia och familjen småharkrankar. Inga underarter finns listade i Catalogue of Life.